# Ere
Ere is een dorp in de Belgische provincie Henegouwen, en een deelgemeente van de Waalse stad Doornik. Ere was een zelfstandige gemeente, tot die bij de gemeentelijke herindeling van 1977 toegevoegd werd aan de gemeente Doornik.

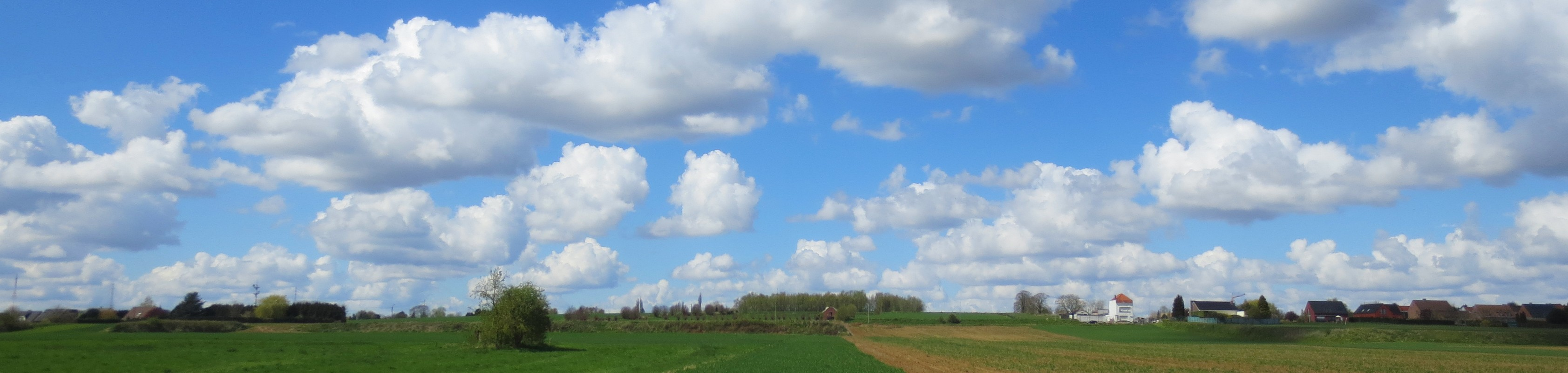
Ere-lez-Tournai

## Bezienswaardigheden
- Het Château du Bois d'Ere van 1855.
- Het Château Desclée van 1689. In 1918 verwoes
- De Sint-Amanduskerk (Église Saint-Amand) met een 11e-eeuws koor en sacristie. In 1905 werd de kerk vergroot in neoromaanse stijl. Na oorlogsschade in 1918 werd de kerk in 1912 gerestaureerd. De kerk is gebouwd in kalksteen.
- Op het kerkhof van Ere bevinden zich twee Britse oorlogsgraven uit de Eerste Wereldoorlog

## Natuur en landschap
Ere ligt aan de Rieu des Barges die in oostelijke richting naar de Schelde stroomt. De hoogte bedraagt 33-48 meter.

## Demografische ontwikkeling
- Bronnen:NIS, Opm:1831 tot en met 1970=volkstellingen

## Politiek
Ere had een eigen gemeentebestuur en burgemeester tot de fusie van 1977. 

### Burgemeesters
| Tijdspanne | Tijdspanne  | Burgemeester          |
| ---------- | ----------- | --------------------- |
|            | 1805 - 1808 | Josson                |
|            | 1809 - 1816 | Leclement             |
|            | ...         |                       |
|            | 1819 - 1826 | Maximilien Landrieu   |
|            | 1827 - 1848 | Jean Desmons          |
|            | 1849 - 1884 | Dominique Landrieu    |
|            | 1884 - 1900 | Dominique Couplet     |
|            | 1901 - 1921 | Ghislain Couplet      |
|            | 1922 - 1926 | Benoît Desmons        |
|            | 1927 - 1938 | Ghislain Couplet      |
|            | 1939 - 1941 | Benoît Desmons        |
|            | ...         |                       |
|            | 1943        | Victor Dumoulin       |
|            | ...         |                       |
|            | 1947 - 1958 | Maurice Couplet (PSC) |
|            | 1958 - 1977 | ?                     |

## Nabijgelegen kernen
Saint-Maur, Doornik, Willemeau, Orcq